# Guvernul Dick Schoof
Guvernul Schoof este actualul guvern al Țărilor de Jos, învestit pe 2 iulie 2024. Condus de politicianul independent și funcționarul public Dick Schoof , guvernul este format din Partidul pentru Libertate (PVV), Partidul Popular pentru Libertate și Democrație (VVD), Noul Contract Social (NSC) și Mișcarea Fermier-Cetățean (BBB) după alegerile parlamentare din 2023.

## Formare
Sub informatorii Elbert Dijkgraaf și Richard van Zwol, cele patru partide (partidul PVV populist de dreapta, VVD de orientare liberal-conservatoare, NSC de orientare creștin-democrată și BBB agrar) au ajuns la schița unui acord de coaliție, intitulat „Speranță, Curaj și Mândrie”, pe 16 mai 2024. Ei au convenit să formeze un cabinet extraparlamentar, pe care l-au definit ca fiind un cabinet cu o distanță mai mare față de grupurile parlamentare din Camera Reprezentanților. Van Zwol a fost numit formator pe 22 mai. Pe 11 iunie, cele patru partide au ajuns la un acord cu privire la numele candidaților și repartizarea posturilor ministeriale. Cabinetul este format din 29 de membri, aceeași sumă ca și predecesorul său, dintre care 16 miniștri. Au fost create trei noi posturi ministeriale, Ministrul Azilului și Migrației, Ministrul Climei și Creșterii Ecologice și Ministrul Locuințelor și Amenajării Spațiilor; și include un ministru fără portofoliu, și anume Ministrul Comerțului Exterior și Cooperării pentru Dezvoltare.
În urma formării, cabinetul are sarcina de a extinde schița acordului de coaliție într-un acord de guvernare. Voturile partidelor din coaliție nu au fost legate de aspecte neacoperite în acord, cum ar fi pensiile, atâta timp cât acestea nu ar avea un impact asupra bugetului.

## Membri guvernului
Afilierile de partid prezentate mai jos indică partidul de la care a fost acordat un membru al cabinetului. Unii membri ai cabinetului sunt membri ai unui partid diferit sau ai niciunui partid.
| Post ocupat                                                            | Ministru | Ministru         | Mandat       | Mandat  | Partid | Partid |
| Post ocupat                                                            | Imagine  | Nume             | Început      | Sfârșit | Partid | Partid |
| ---------------------------------------------------------------------- | -------- | ---------------- | ------------ | ------- | ------ | ------ |
| Prim-ministru                                                          |          | Dick Schoof      | 2 iulie 2024 | prezent |        | Ind.   |
| Viceprim-ministru și Ministru al Sănătății, Bunăstării și Sportului    |          | Fleur Agema      | 2 iulie 2024 | prezent |        | PVV    |
| Viceprim-ministru și Ministru al Climei și Creșterii Ecologice         |          | Sophie Hermans   | 2 iulie 2024 | prezent |        | VVD    |
| Viceprim-ministru și Ministru al Afacerilor Sociale și Muncii          |          | Eddy van Hijum   | 2 iulie 2024 | prezent |        | NSC    |
| Viceprim-ministru și Ministru al Locuințelor și Amenajării Spațiilor   |          | Mona Keijzer     | 2 iulie 2024 | prezent |        | BBB    |
| Ministrul Afacerilor Externe                                           |          | Caspar Veldkamp  | 2 iulie 2024 | prezent |        | NSC    |
| Ministrul Justiției și Securității                                     |          | David van Weel   | 2 iulie 2024 | prezent |        | VVD    |
| Ministrul Afacerilor Interne și Relațiilor Regatului                   |          | Judith Uitermark | 2 iulie 2024 | prezent |        | NSC    |
| Ministrul Educației, Culturii și Științei                              |          | Eppo Bruins      | 2 iulie 2024 | prezent |        | NSC    |
| Ministrul Finanțelor                                                   |          | Eelco Heinen     | 2 iulie 2024 | prezent |        | VVD    |
| Ministrul Apărării                                                     |          | Ruben Brekelmans | 2 iulie 2024 | prezent |        | VVD    |
| Ministrul Infrastructurii și Gospodăririi Apelor                       |          | Barry Madlener   | 2 iulie 2024 | prezent |        | PVV    |
| Ministrul Afacerilor Economice                                         |          | Dirk Beljaarts   | 2 iulie 2024 | prezent |        | PVV    |
| Ministrul Agriculturii, Pescuitului, Securității Alimentare și Naturii |          | Femke Wiersma    | 2 iulie 2024 | prezent |        | BBB    |
| Ministrul Azilului și Migrației                                        |          | Marjolein Faber  | 2 iulie 2024 | prezent |        | PVV    |
| Ministrul Comerțului Exterior și Cooperării pentru Dezvoltare          |          | Reinette Klever  | 2 iulie 2024 | prezent |        | PVV    |